# Agapanthus campanulatus
Agapanthus campanulatus är en amaryllisväxtart som beskrevs av Frances Margaret Leighton. Agapanthus campanulatus ingår i släktet Agapanthus och familjen amaryllisväxter.

## Underarter
Arten delas in i följande underarter:
- A. c. campanulatus
- A. c. patens